# لغة هافيكي
لغة الهافيكي هي إحدى لغات الكاناك في كاليدونيا الجديدة، عامة الناس في فوه يتحدثون بلهجة بواتو .